# Lärksopp
Lärksopp (Suillus grevillei) är en svampart i ordningen soppar. Lärksoppen bildar mykorrhiza med lärkträd och dess förekomst är därför knuten till dessa träd.
Fruktkroppen uppträder under sensommaren och hösten. Hatten är guldgul till rödgulaktig och blir 4–10 centimeter bred. Till formen är hatten välv och det finns en svag men ändå markerad puckel. Hatten är i torr väderlek glänsande, men under fuktiga förhållanden blir den slemmig. 
Undersidan på hatten är gulaktig och spormynningarna är rundade. Till en början finns det ett vitt eller något gulaktigt hylle som täcker rörlagret, något som kan ses hos unga exemplar, men det försvinner senare. Om man berör rörlagret blir det brunaktigt. 
Foten är gulaktig till rödgulaktig eller rödbrunaktig och har en höjd på omkring 6–10 centimeter. Dess tjocklek är cirka 1–2 centimeter. På foten finns en gulvitaktig ring.
Lärksoppen är ätlig om hatthuden avlägsnas. När det är torrt går det inte lätt att lossa hatthuden från köttet, men om det är vått går det lätt att flå den.